# Gjegjani
Gjegjani (em albanês: Gjegjan/Gjegjani) é uma comuna (em albanês:  komuna) da Albânia localizada no distrito de Puka, prefeitura de Escodra.